# Nónego
Énego Viegas (ou Nónego) foi um bispo de Vendôme em França e mais tarde bispo do Porto. Veio de França como comandante junto à armada dos gascões desempenhando importante papel na história de Portugal. Supõe-se que tenha falecido em 1025.

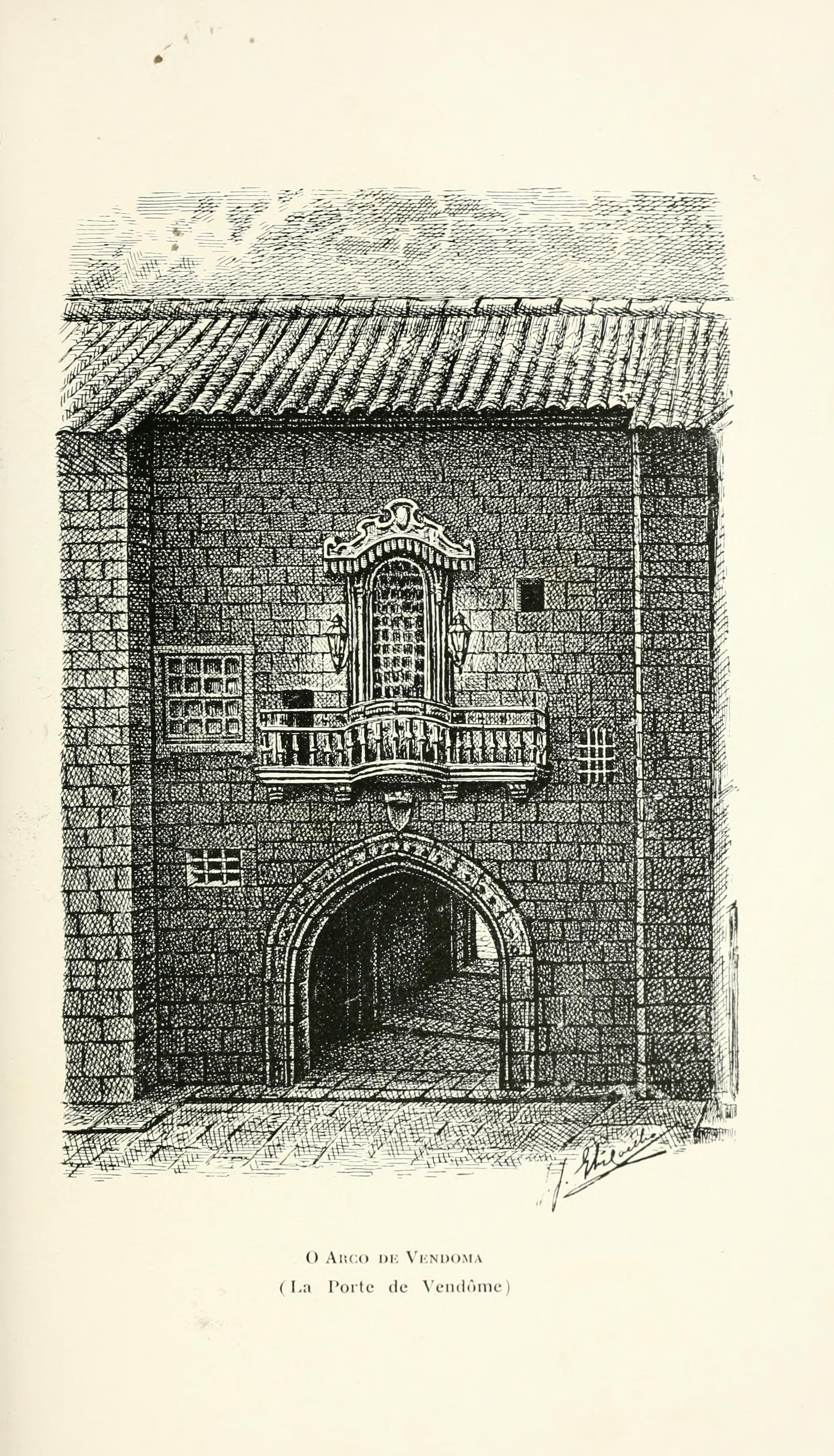
A Porta de Vendoma, erguida D. Nonego, em desenho de *José Júlio Gonçalves Coelho.

## Vida
D. Nonego veio de Vendôme como um dos comandantes da armada dos gascões tendo para isso renunciado ao bispado de Vendôme na França.
Por volta de 999 uns nobres e valorosos fidalgos Gascoes entre os quais se encontrava D. Nónego bispo de Vendôme em França e mais tarde bispo do Porto, entraram com uma grande Armada pela foz do Rio  Douro, para expulsarem os Mouros. Esta armada,que ficou conhecida como a Armada dos Gascões associada a D. Munio Viegas arrancou a cidade do Porto aos Mouros para dedicá-la à Virgem Mãe de Deus. Depois d'esta batalha, D. Munio e os franceses trataram de reedificar o Porto. Ergueram as antigas e fortes muralhas, e na parte mais elevada da cidade fundaram um alcácer acastelado e bem fortalecido que, depois do conde Henrique, serviu de habitação dos bispos, aos quais foi doado. A torre e a porta principal foram obra de D. Nónego, que, em memória da pátria, a nomeou porta de Vandoma, e que na frontaria da torre fez erguer o santuário, onde meteu a imagem de Nossa Senhora do Porto, que já trouxera consigo de França.
Segundo Sampaio Bruno 1907:

Aquelle copioso fr. Bernardo de Brito accrescenta-nos, quanto a D. Nonego, que elle conquistara por outra parte, e em uma serra, quatro legoas do Porto, edificara um forte, a que poz nôme Vandoma (como inda hoje ― 1609 ― se chama a serra), d'onde fez tanta guerra a mouros que desocupou grande parte d'aquella comarca ; e, vindo a morrer, foi sepultado no mosteiro de Assidos, com não menos reputação de santo que o bispo dom Sesnando.